# 이 세상 어딘가에
《이 세상 어딘가에》는 한국에서 제작된 전응주 감독의 1962년 영화이다. 허장강 등이 주연으로 출연하였고 신상옥 등이 제작에 참여하였다.

## 출연

### 주연
- 허장강
- 이경희
- 한은진
- 윤일봉

## 기타
- 조명: 이규창
- 미술: 정우택